# Kostryżiwka (stacja kolejowa)
Kostryżiwka (pol. Kostryżówka, ukr. Кострижівка, ros. Кострижевка) – stacja kolejowa w miejscowości Kostryżiwka, w rejonie czerniowieckim, w obwodzie czerniowieckim, na Ukrainie. Leży na linii Biała Czortkowska – Zaleszczyki – Stefaneszty.
W okresie międzywojennym była to rumuńska stacja graniczna na granicy z Polską. Nosiła wówczas nazwę Schit. Stacją graniczną po stronie polskiej były Zaleszczyki. Po II wojnie światowej stacja straciła swój nadgraniczny charakter.